# Schloss Treffelstein

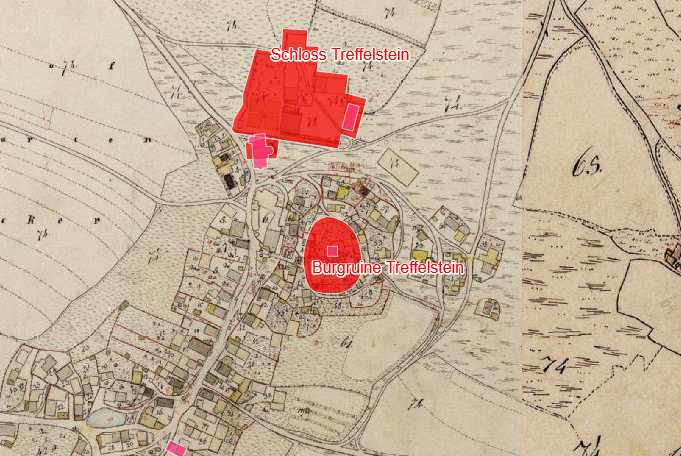
Lageplan der Burgruine Treffelstein und des Schlosses Treffelstein auf dem Urkataster von Bayern

Das abgegangene Schloss Treffelstein liegt nördlich der Pfarrkirche Erscheinung des Herrn und südlich der Straße Schlosshof von der Gemeinde Treffelstein im Oberpfälzer Landkreis Cham in Bayern. „Archäologische Befunde des abgegangenen frühneuzeitlichen Schlosses von Treffelstein“ werden als Bodendenkmal unter der Aktennummer D-3-6541-0010 geführt.

## Geschichte
In Treffelstein wird der sog. Quatemberhof genannt. Dieser ist vermutlich der Nachfolgebau der 1634 zerstörten Burg Treffelstein. Die Hofmark Treffelstein gehörte zum Gericht Neunburg und die Geschichte von Treffelstein folgt der Geschichte der landgerichtlichen Gemeinde Obernried, heute ein Ortsteil von Waffenbrunn.